# Усть-Када
Усть-Када́ — село в Куйтунском районе Иркутской области России. Административный центр Усть-Кадинского муниципального образования.

## География
Находится на правом берегу реки Оки, при впадении в неё реки Кады, в 54 км к северо-востоку от районного центра, пгт Куйтун.

## Население
| 2002 | 2010 | 2011 | 2012 |
| ---- | ---- | ---- | ---- |
| 481  | ↘422 | ↘420 | ↘401 |

По данным Всероссийской переписи, в 2010 году в селе проживали 422 человека (219 мужчин и 203 женщины).